# پرندگان خشمگین حماسه
«پرندگان خشمگین حماسه» (انگلیسی: Angry Birds Epic) یک بازی ویدئویی در سبک نقش‌آفرینی است که توسط راویو اینترتینمنت و در سال ۲۰۱۴ و در پلت‌فرم اندروید منتشر شده‌است.